# كليوبولوس
كليوبولوس هو أحد الفلاسفة الإغريق من القرن السادس قبل الميلاد يعد من حكماء الإغريق السبعة حكم إسبرطة في اليونان القديم.